# Max Escher
Max Escher (* 27. Oktober 1901 in Hof; † 26. März 1976 in Marxgrün) war ein deutscher Künstler und Kunsterzieher.

## Werdegang
Max Escher besuchte in Hof die Volksschule, später das Jean-Paul-Gymnasium, das er 1921 mit dem Abitur abschloss. Sein Elternhaus befand sich in der Königstraße in Hof. Er studierte in München an der Kunstgewerbeschule, der Technischen Hochschule und der Akademie der Bildenden Künste. Einer seiner Lehrer war Professor Adolf Schinnerer, der in Schwarzenbach an der Saale geboren wurde. Er war von 1929 bis 1938 Kunsterzieher in der Realschule Münchberg und bis zu seiner Pensionierung 1964 am Jean-Paul-Gymnasium Hof. Gunther le Maire war dort einer seiner Schüler. Escher fertigte großformatige Ölgemälde des Frankenwaldes, aber auch von Südfrankreich und der Ukraine an. Darüber hinaus malte er auch sozialkritische Werke und setzte sich mit aktuellen Ereignissen seiner Zeit auseinander. Er vertrat auch gesellschaftlich unbequeme Positionen und widersetzte sich dem bürgerlichen Kunstgeschmack. Holzschnitte zeigen Motive des mittelalterlichen Hofer Landes. Er war außerdem Bildhauer und Porträtmaler. Am Ende seines Lebens mit Wohnsitz in Marxgrün, neben dem Haus seiner Frau, widmete er sich der abstrakten Kunst. Wie Karl Schricker zählt er zu den Gründungsmitgliedern der Gruppe Nordfranken als Zusammenschluss von Künstlern. Bis zuletzt arbeitete Escher in der Redaktion der Kulturwarte. Er schrieb unter anderem ein Essay über Wilhelm Kohlhoff und einen Artikel über Artur Sansoni. Er verfasste Beiträge über ihm bekannte zeitgenössische lokale, aber auch andere Künstler und zur bildenden Kunst. Einige seiner Werke waren Teil der Ausstellung von Schloss Pommersfelden.

## Bibliografie
- Karl Schricker – ein fränkischer Maler und Dürerpreisträger. In: Kulturwarte. Monatsschrift für Kunst und Kultur (XIX. Jg. / Nr. 12), 1973, S. 236–241.
- Arthur Sansoni. Ein Meister des Granits. Ulrich, Nürnberg 1956.